# Thelesperma
 Thelesperma   Less., 1831 è un genere di piante angiosperme dicotiledoni della famiglia delle Asteraceae, sottofamiglia Asteroideae, tribù Coreopsideae e sottotribù Coreopsidinae.

## Etimologia
Il nome del genere deriva dal greco "thele" (= capezzolo) e "sperma" (= seme), e fa riferimento agli acheni papillati della specie tipo.
Il nome scientifico del genere è stato definito dal botanico Christian Friedrich Lessing (1809-1862) nella pubblicazione " Linnaea; Ein Journal für die Botanik in ihrem ganzen Umfange. Berlin" ( Linnaea 6(3): 511) del 1831.

## Descrizione

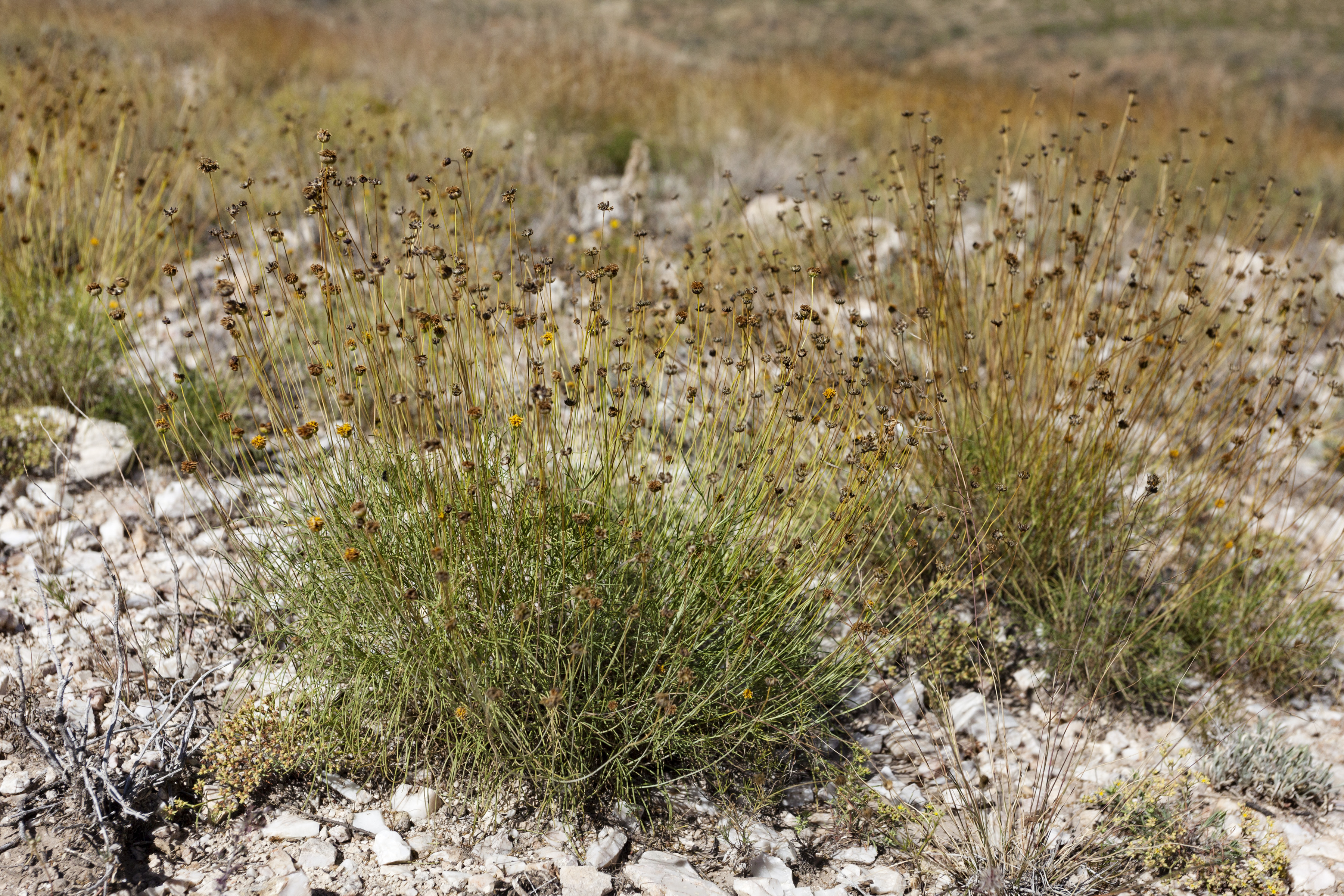
Il portamento
Thelesperma longipes

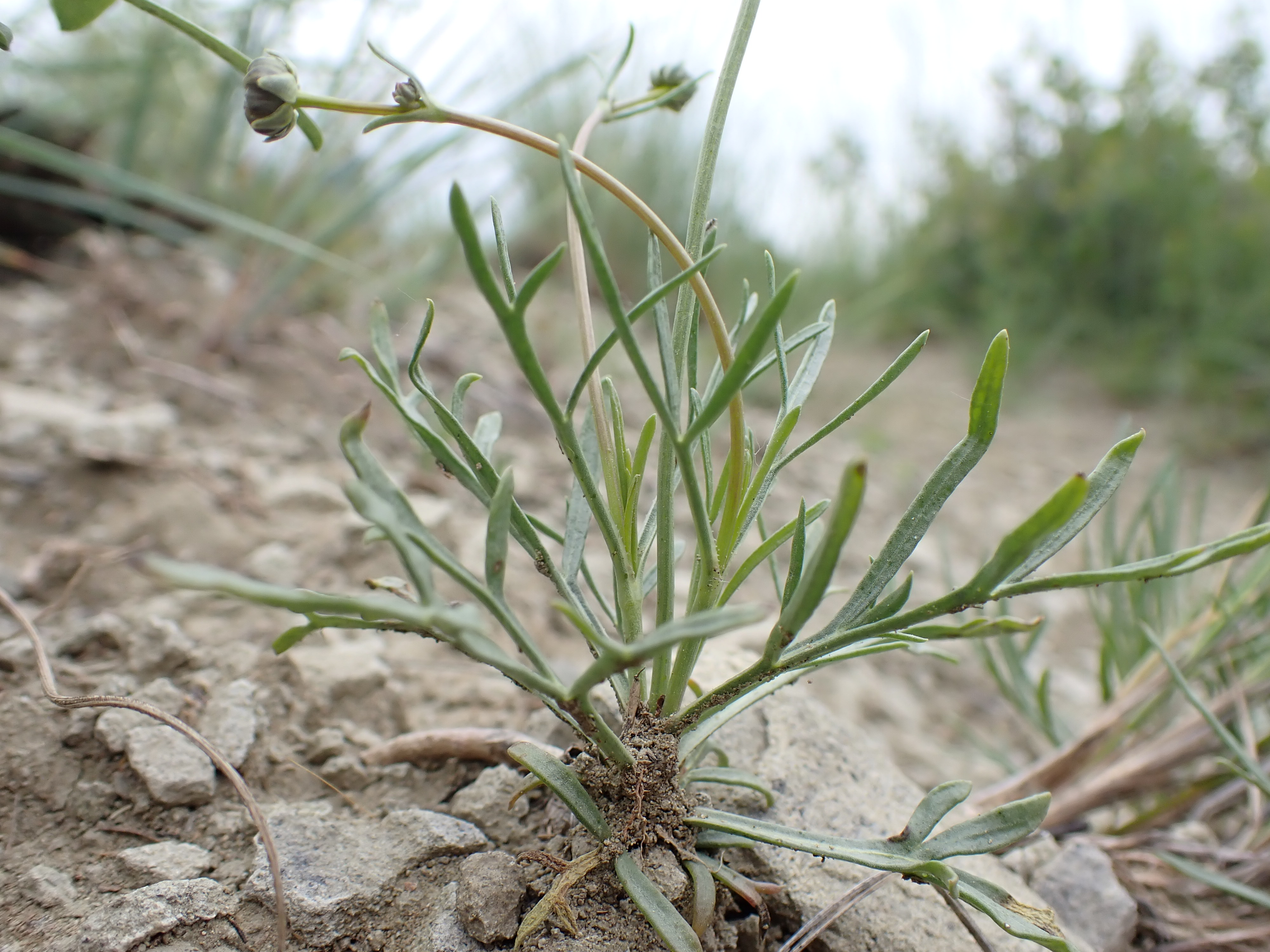
Le foglie
Thelesperma subnudum

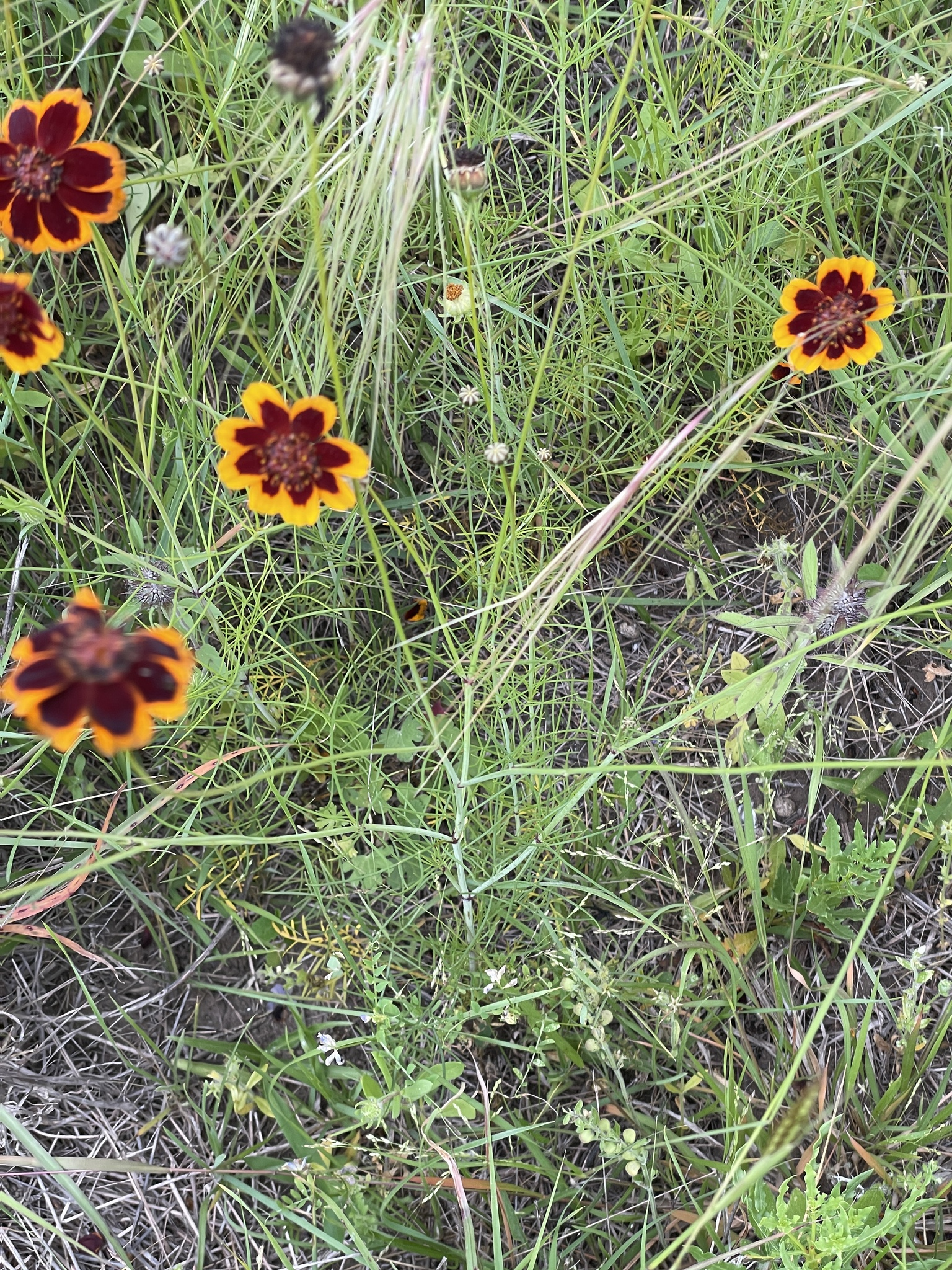
Infiorescenza
Thelesperma burridgeanum

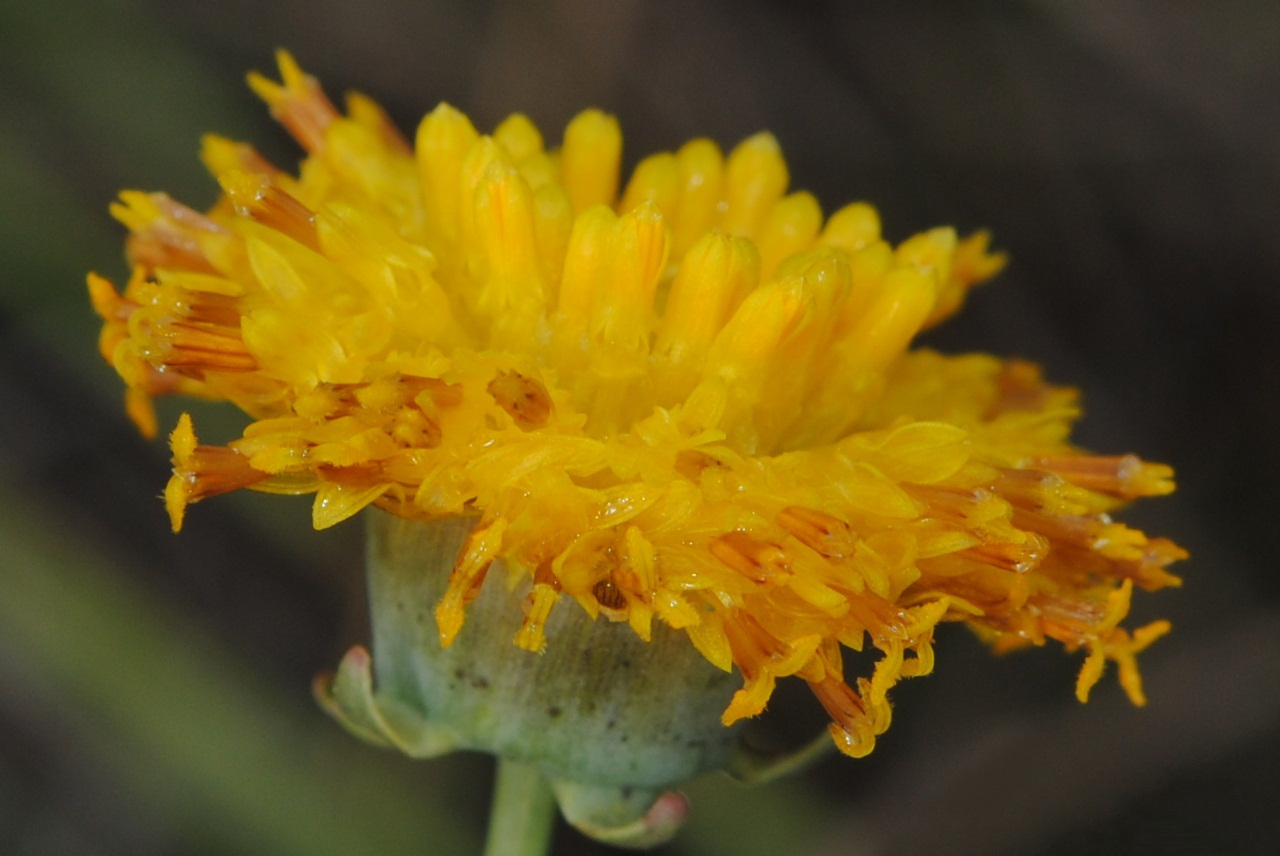
I fiori
Thelesperma megapotamicum

Portamento. L'habitus delle piante di questo genere è erbaceo o debolmente arbustivo. Il ciclo biologico è annuale o perenne.
Fusto. La parte aerea in genere è eretta, semplice o ramosa. La parte ipogea del fusto può essere rizomatosa o simile a quella delle Cormofite. Altezza media: 10 - 70 cm.
Foglie. Le foglie, basali e cauline, sono disposte in modo opposto. Le foglie sono sessili o picciolate. Le forme delle lamine sono ovate o lineari; mentre il tipo di lamina è composta (1-2- pennatifida con segmenti lineari).
Infiorescenza. Le sinflorescenze sono formate da capolini terminali disposti in forme panicolate aperte. Le infiorescenze vere e proprie sono composte da un capolino lungamente peduncolato di tipo radiato o discoide e sono sottese da alcune (3-8) brattee fogliacee. I capolini sono formati da un involucro, con forme da emisferiche o campanulate (o urceolate), composto da 5-8 brattee al cui interno un ricettacolo fa da base ai fiori di due tipi: fiori del raggio e fiori del disco. Le brattee sono persistenti e dimorfe, hanno dimensioni scalate e sono disposte su 2 serie. Quelle esterne sono erbacee, lineari e libere, quelle più interne sono membranose e basalmente fuse. I margini delle brattee possono essere scariosi. I ricettacoli, strutture alla base dei fiori, sono convessi o conici e sono provvisti di pagliette a protezione dei fiori stessi. Diametro degli involucri: 4-15 mm.
Fiori.  I fiori sono tetra-ciclici (formati cioè da 4 verticilli: calice – corolla – androceo – gineceo) e pentameri (calice e corolla formati da 5 elementi). Si distinguono in:
- fiori del raggio (esterni): (da 0 a 8) sono femminili (o neutri) e sono disposti su una o più serie; la forma è ligulata (zigomorfa); possono essere assenti;
- fiori del disco (centrali): (da 20 a 100) hanno forme brevemente tubulose (attinomorfe); sono ermafroditi. I fiori periferici qualche volta sono zigomorfi.

- Formula fiorale:

*/x K {\displaystyle \infty }, [C (5), A (5)], G 2 (infero), achenio 
- Calice: i sepali del calice sono ridotti ad una coroncina di squame.

- Corolla:

- fiori del raggio: la forma della corolla alla base è più o meno tubulosa-imbutiforme, mentre all'apice è ligulata; di solito sono colorate di giallo-arancio o bicolore; le ligule sono bilobate o trilobate;
- fiori del disco: la forma è tubulare bruscamente divaricata in 5 lobi (corolle pentamere, qualche volta tetramere, raramente esamere o trimere); i lobi, patenti o eretti, hanno una forma deltata o più o meno lanceolata; il tubo è breve o di lunghezza uguale alla gola; il colore è giallo.

- Androceo: l'androceo è formato da 5 stami sorretti da filamenti generalmente liberi; gli stami sono connati e formano un manicotto circondante lo stilo.[11] Le appendici delle antere hanno delle forme ovate e sono glabre. Possono essere presenti dei prominenti canali resinosi. Il polline è sferico con un diametro medio di circa 25 micron;  è tricolporato (con tre aperture sia di tipo a fessura che tipo isodiametrica o poro) ed è echinato (con punte sporgenti).

- Gineceo: l'ovario è infero uniloculare formato da 2 carpelli.[11] I bracci dello stilo (gli stigmi) sono provvisti di apici deltati, o acuminati (aristati).

Frutti. I frutti sono degli acheni con pappo. La forma è affusolata o debolmente obpiramidale, fotemente incurvata. Le superfici sono glabre o tubercolate e colorate di rosso scuro o marrone. Il pappo è persistente ed è formato da 2-3 barbe o reste retrorse oppure è assente.

## Biologia
Impollinazione: l'impollinazione avviene tramite insetti (impollinazione entomogama tramite farfalle diurne e notturne).

Riproduzione: la fecondazione avviene fondamentalmente tramite l'impollinazione dei fiori (vedi sopra).

Dispersione: i semi (gli acheni) cadendo a terra sono successivamente dispersi soprattutto da insetti tipo formiche (disseminazione mirmecoria). In questo tipo di piante avviene anche un altro tipo di dispersione: zoocoria. Infatti gli uncini delle brattee dell'involucro (se presenti) si agganciano ai peli degli animali di passaggio disperdendo così anche su lunghe distanze i semi della pianta. Inoltre per merito del pappo (se presente) il vento può trasportare i semi anche a distanza di alcuni chilometri (disseminazione anemocora).

## Distribuzione e habitat
Le specie di questo genere sono distribuite in America aree temperate aride.

## Sistematica
La famiglia di appartenenza di questa voce (Asteraceae o Compositae, nomen conservandum) probabilmente originaria del Sud America, è la più numerosa del mondo vegetale, comprende oltre 23.000 specie distribuite su 1.535 generi, oppure 22.750 specie e 1.530 generi secondo altre fonti (una delle checklist più aggiornata elenca fino a 1.679 generi). La famiglia attualmente (2021) è divisa in 16 sottofamiglie; la sottofamiglia Asteroideae è una di queste e rappresenta l'evoluzione più recente di tutta la famiglia.

### Filogenesi
Il gruppo di questa voce è descritto nella sottotribù Coreopsidinae caratterizzata da capolini sotteso da una (o più) brattee fogliacee, da foglie con una disposizione opposta e da bracci dello stilo più corti dell'area stigmatica.
Nell'ambito della sottotribù  Thelesperma, da un punto di vista filogenetico, occupa una posizione abbastanza centrale e vicino al genere Dahlia.
I caratteri distintivi del genere sono:
- i filamenti delle antere sono glabri;
- la fila più interna delle brattee involucrali è fusa alla base.

Il numero cromosomico delle specie di questa voce è: 2n = 18, 20, 22 e 24.

### Elenco delle specie
Questo genere ha 11 specie:
- Thelesperma burridgeanum S.F.Blake
- Thelesperma filifolium  (Hook.) A.Gray
- Thelesperma flavodiscum  (Shinners) B.L.Turner
- Thelesperma graminiformis  (Sherff) Melchert
- Thelesperma longipes  A.Gray
- Thelesperma megapotamicum  (Spreng.) Herter
- Thelesperma muelleri  (Sherff) Melchert
- Thelesperma nuecense  B.L.Turner
- Thelesperma scabridulum  S.F.Blake
- [[Thelesperma simplicifolium (A.Gray) A.Gray
- [[Thelesperma subaequale S.F.Blake
- Thelesperma subnudum  A.Gray

### Sinonimi
Sono elencati alcuni sinonimi per questa entità:
- Cosmidium Nutt.